# Michael Rispoli
Michael Rispoli (Tappan, 27 novembre 1960) è un attore statunitense.

## Biografia
Michael Rispoli nasce a Tappan (New York), di origini italo-americane, prima di divenire un attore al livello internazionale, si laurea in arte drammatica alla State University of New York a Plattsburgh, nel 1982.
Sul finire degli anni novanta recitò in alcuni episodi del cult I Soprano. Il creatore della serie dichiarò che Rispoli venne preso in considerazione per il ruolo di Tony Soprano.

## Filmografia

### Cinema
- La notte e la città (Night and the City), regia di Irwin Winkler (1992)
- Angie - Una donna tutta sola (Angie), regia di Martha Coolidge (1994)
- Un amore tutto suo (While You Were Sleeping), regia di Jon Turteltaub (1995)
- Da morire (To Die For), regia di Gus Van Sant (1995)
- Due mariti per un matrimonio (Feeling Minnesota), regìa di Steven Baigelman (1996)
- Il giurato (The Juror), regia di Brian Gibson (1996)
- Vulcano - Los Angeles 1997 (Volcano), regia di Mick Jackson (1997)
- Omicidio in diretta (Snake Eyes), regia di Brian De Palma (1998)
- Poliziotto speciale (One Tough Cop), regia di Bruno Barreto (1998)
- Il giocatore - Rounders (Rounders), regia di John Dahl (1998)
- S.O.S. Summer of Sam - Panico a New York (Summer of Sam), regia di Spike Lee (1999)
- Imprevisti di nozze (It Had to Be You), regia di Steven Feder (2000)
- The Weather Man - L'uomo delle previsioni (The Weather Man), regia di Gore Verbinski (2005)
- Lonely Hearts, regia di Todd Robinson (2006)
- Imbattibile (Invincible), regia di Ericson Core (2006)
- Pelham 123 - Ostaggi in metropolitana (The Taking of Pelham 123), regia di Tony Scott (2009)
- Kick-Ass, regia di Matthew Vaughn (2010)
- The Rum Diary - Cronache di una passione (The Rum Diary), regia di Bruce Robinson (2011)
- Pain & Gain - Muscoli e denaro (Pain & Gain), regia di Michael Bay (2013)
- Empire State, regia di Dito Montiel (2013)
- Rob the Mob, regia di Raymond De Felitta (2014)
- Nell'ombra di un delitto (Exposed), regia di Declan Dale (2016)
- Framing John DeLorean, regia di Don Argott e Sheena M. Joyce (2019)
- Cherry - Innocenza perduta (Cherry), regia di Anthony e Joe Russo (2021)
- Nonnas, regia di Stephen Chbosky (2025)

### Televisione
- E.R. - Medici in prima linea (ER) - serie TV, 1 episodio (1998)
- I Soprano (The Sopranos) - serie TV, 4 episodi (1999)
- Camelot - Squadra emergenza (Third Watch) - serie TV, 8 episodi (1999)
- Law & Order - I due volti della giustizia (Law & Order) - serie TV, 2 episodi (1998-2008)
- Law & Order - Unità vittime speciali (Law & Order: Special Victims Unit) – serie TV, 1 episodio (2012)
- Magic City - serie TV, 15 episodi (2012-2013)
- Person of Interest - serie TV, 1 episodio (2013)
- Those Who Kill - serie TV, 10 episodi (2014)
- L'uomo nell'alto castello (The Man in The High Castle) - serie TV, episodio 1x01 (2015)
- Madoff - miniserie TV, 4 puntate (2016)
- The Deuce - La via del porno (The Deuce) – serie TV, 24 episodi (2017-2019)
- Billions – serie TV, 4 episodi (2019)
- The Offer – miniserie TV, 3 puntate (2022)

## Doppiatori italiani
Nelle versioni in italiano delle opere in cui ha recitato, Michael Rispoli è stato doppiato da:
- Pasquale Anselmo in The Rum Diary - Cronache di una passione, Law & Order - Unità vittime speciali, Empire State, The Deuce - La via del porno, Chicago Justice, Nonnas
- Roberto Stocchi in The Weather Man - L'uomo delle previsioni, Magic City, Pain & Gain - Muscoli e denaro, Person of Interest
- Danilo De Girolamo in Imbattibile, Pelham 123 - Ostaggi in metropolitana
- Francesco Pannofino in Un amore tutto suo, Il terzo miracolo
- Pino Ammendola in Due mariti per un matrimonio, E.R. - Medici in prima linea
- Ambrogio Colombo in Poliziotto speciale, The Reunion
- Enzo Avolio in Kick-Ass, The Good Wife
- Enrico Di Troia in Billions, FBI: Most Wanted
- Lorenzo Macrì in Il giurato
- Stefano Mondini in Omicidio in diretta
- Angelo Nicotra in Il giocatore - Rounders
- Sergio Di Giulio in Two Family House
- Antonio Palumbo ne I Soprano
- Bruno Conti in S.O.S. Summer of Sam - Panico a New york
- Simone Mori in Camelot - Squadra emergenza
- Michele Di Mauro in Law & Order: Criminal Intent
- Paolo Buglioni in CSI - Scena del crimine
- Gerolamo Alchieri ne L'Uomo nell'alto castello
- Dario Oppido in Feed The Beast
- Michele Gammino in The Offer